# Andrej Žvan
Andrej Žvan-Boris, slovenski komunist, partizan, prvoborec in narodni heroj, * 21. november 1915, Spodnje Gorje, † 24. marec 1945, Porezen.

## Življenje
Andrej Žvan, partizansko ime Boris, je po osnovni šoli pomagal očetu pri gozdarskih delih na Pokljuki. Okoli 1933 je začel sodelovati v prosvetnem delavskem društvu Svoboda (pozneje Vzajemnost) v Spodnjih Gorjah. Po vrnitvi iz vojske, katero je služil v letih 1937–1941 se je zaposlil v železarni na Jesenicah (najprej kot delavec-težak, pozneje se je priučil elektrovarilstva). Leta 1938 je bil sprejet v SKOJ, 1939 v KPS. Po okupaciji 1941 je pod vplivom komunistov iz Gorij, predvsem Marije Žumer, sodeloval pri pripravah na odpor. Da bi se izognil aretaciji, se je julija 1941 z bratoma Janezom in Alojzom pridružil skupini partizanov na Pokljuki in se z njimi vključil v Jeseniško (Cankarjevo) četo, v kateri je 1. avgusta sodeloval pri spopadu z Nemci na Mežaklji. Po boju 8. avgusta na Kotliču (zdaj Partizanski vrh) na Jelovici je bil imenovan za komandirja voda Jeseniške čete. Decembra 1941 je sodeloval pri organizaciji vstaje v okolici Bleda in Bohinja ter skupaj z Jakobom Bokalom ustanovil in vodil Prešernov bataljon.
V začetku 1942 je poveljeval Prešernovi četi na Pokljuki. Zaradi izredne hrabrosti v spopadih z Nemci (mdr. na Berjanci in Lipanci), uspešnega poveljevanja v številnih drznih akcijah (predvsem v Gorjah, Radovni, Mostah in Žirovnici) in odločnega boja proti izdajalcem je bil Žvan med pokljuškimi partizani zelo priljubljen. Poleti 1942 je četa na Pokljuki pod njegovim vodstvom prerasla v II. bataljon Gorenjskega odreda, avgusta pa je bil  imenovan za komandanta Gorenjskega odreda. Jeseni je zbolel in moral začasno zapustiti operativno partizansko enoto. Spomladi 1943 se je vrnil v bataljon na Pokljuki. Po ustanovitvi Prešernove brigade je poveljeval minersko-sabotažnemu vodu Triglav, ki je izvedel okrog Bleda in Jesenic vrsto uspelih napadov na objekte in nemške patrulje. Jeseni se je sabotažni vod reorganiziral v četo, novembra 1943 je dobil čin poročnika. Januarja 1944 je ponovno zbolel. Poleti je bil v oficirski  šoli pri Glavnem štabu NOV in POS, konec 1944 določen za namestnika komandanta gorenjskega vojnega področja in skrbel predvsem za partizansko mobilizacijo na Gorenjskem. Med zadnjo sovražnikovo ofenzivo proti osvobojenemu ozemlju na Gorenjskem in Primorskem je marca 1945 vodil večjo, a slabo oboroženo skupino partizanov, ki so jo na Poreznu obkolili Nemci. Padel je ob preboju sovražnikovega obroča. Leta 1945 prekopan v partizansko skupno grobišče v Spodnjih Gorjah. Za izkazan pogum v Narodnoosvobodilnem boju je prejel več odlikovanj.

## Odlikovanja
- Red za hrabrost (1944)
- Red narodnega heroja (1953)